# Фонтанът на сирените
Фонтанът на сирените се намира в Морската градина на Варна.

## История
Строителството на фонтана започва през 1926 г. по инициатива на кмета Петър Стоянов и паркостроителя Антон Новак. Възложено е на скулптора Кирил Шиваров да изработи пластичната украса за фонтана. Заедно със своите ученици започва работа по заданието. Фонтанът е открит тържествено през лятото на 1928 г. по същото време, когато се открива и Морското казино.

## Описание
Представлява кръгъл басейн с декоративна композиция. Тя е симетрично разгърната около вертикална ос и има повествователен характер. Върху естествени шуплести камъни, струпани като морско дъно, радиално с гръб към центъра са седнали три морски сирени, които са свели глави и поддържат на тила си голямата вълнообразна раковина. Тя е изпълнена с камъни, върху които е разположена група от малки деца. Изправено в центъра, едното е обгърнало с ръце голяма риба – водоскок. Обърнати с лице към зрителя, около него са насядали три деца, а между тях водни костенурки струят вода. Размерите на скулптурната композиция са 2,80 на 3,30 m, а диаметърът на басейна е 10 m. Използвани са изкуствен и естествен камък и цимент.